# 桑折宗臣
桑折 宗臣（こおり むねしげ）は、江戸時代前期の伊予国宇和島藩家老・俳人・歌人。通称は百助、親左衛門。

## 略歴
1634年（寛永11年）12月21日、宇和島藩初代藩主・伊達秀宗の四男として誕生。
1640年（寛永17年）城代家老桑折宗頼の養子となり、1652年（承応元年）に家老職に就任する。1664年（寛文4年）頃に家老職を義弟・宗邑に譲り、隠居する。俳諧は北村季吟を師とし、本水や青松軒などの号を用いた。文化人としての活躍が目立ち、多くの著書を残している。1686年（貞享3年）3月3日、53歳没。
墓所は、愛媛県宇和島市の等覚寺。辞世の句は「月の入る山のあなたは雲（はれて）心にかかるくまもなき（かな）」。

## 著書
作法書
- 『弊嚢集』
- 『知新抄』

俳諧集
- 『詞林金玉集』 - 松尾芭蕉（桃青）や井原西鶴の句が収められている[2] 。
- 『青松軒之記』

和歌集
- 『宗臣君御自詠』

発句集
- 『宇和島百人一句』
- 『大海集』 - 伊予の俳人として初めて編纂刊行した[1]。

俳諧連歌集
- 『郭公千句』

日記
- 『文宝日記』
- 『青松軒之記』

## 系譜
- 父：伊達秀宗（1591-1658）
- 母：山上氏
- 養父：桑折宗頼
- 正室：宍戸定清の娘
- 女子：おいぬ - 松根造酒允室
- 女子：お通 - 鈴木仲右衛門室
- 男子：桑折宗敷
- 男子（養子）：桑折頼邑 - 桑折宗頼の子